# Oust-Koulom
Oust-Koulom (russe : Усть-Кулом, komi : Кулöмдін, Kulömdin) est un village et le centre administratif du raïon d'Oust-Koulom de la république des Komis en Russie.

## Géographie
Oust-Koulom est situé sur la rive de la Vytchegda, à 189 kilomètres à l'est de la capitale Syktyvkar de la république.
À environ 20 kilomètres au nord du centre du village d'Oust-Koulom à Oulyanovo se trouve le monastère orthodoxe de la Sainte Trinité qui a été construit en 1860 sur le site de l'ancienne église du village.

## Histoire
Le village d'Oust-Koulom est mentionné pour la première fois en 1646. Le nom est basé sur la rivière Koulom, à l'embouchure de laquelle il se trouve.
Au XIXe siècle, Oust-Koulom était le centre d'un volost.
En 1921, il devient Le centre d'une grande division administrative couvrant les territoires des actuels raïons de Troïtsko-Petchorsk, Kortkéros et Vouktyl ainsi que l'amont de la rivière Ijma.
le raïon d'Oust-Koulom sera créé en 1929.

## Démographie
La population d'Oust-Koulom a évolué comme suit:
| 1939  | 1959  | 1970  | 1979  | 1989  |
| ----- | ----- | ----- | ----- | ----- |
| 3 790 | 4 082 | 5 187 | 5 355 | 5 888 |

| 2002  | 2010  | 2021  | - | - |
| ----- | ----- | ----- | - | - |
| 5 475 | 5 141 | 5 077 | - | - |